# Старые Дятловичи
Старые Дятловичи (бел. Стары́я Дзя́тлавічы) — деревня в составе Бобовичского сельсовета Гомельского района Гомельской области Республики Беларусь. На западе граничит с лесом.

## География

### Расположение
В 16 км от железнодорожной станции Терюха (на линии Гомель — Чернигов), 35 км на юг от Гомеля.

### Гидрография
На реке Сож (приток реки Днепр).

## Транспортная сеть
Транспортные связи по просёлочной, затем автомобильной дороге Михальки — Калинковичи — Гомель. Планировка состоит из криволинейной улицы, ориентированной с юго-запада на северо-восток, почти параллельно которой находится прямолинейная улица. Застройка преимущественно деревянная усадебного типа.

## История
На северо-западе от деревни, в Кобыльем болоте (бывшее русло реки Сож), жители в XIX веке находили остатки речных судов с воском и остатками других товаров, что свидетельствует о давних торговых связях белорусских городов и населённых пунктов. По письменным источникам деревня известна с XVI века как деревня Дятловичи в Речицком повете Минского воеводства Великого княжества Литовского. В 1560 году большой участок деревенской земли принадлежал Гомельскому храму Святого Спаса. Под 1581 год упоминается в записи о служебных книгах Гомельского замка. Обозначена в описи государственных деревень Гомельского староства 1640 года.
После 1-го раздела Речи Посполитой (1772 год) в составе Российской империи, в Белицком, с 1852 года в Гомельском уезде Могилевской, с 26 апреля 1919 года Гомельской губернии. Во владении дворян Фащей. Действовала пристань. Хозяин поместья Дятловичи владел в 1854 году 2321 десятиной земли. В 1856 году открыто народное училище, в 1863 году построена Свято-Троицкая деревянная церковь. Строились речные судна (берлинцы). С 8 декабря 1926 года центр Дятловичской волости, в состав которой в 1890 году входили 34 населённых пункта с общим количеством 1793 двора. В 1896 году в окрестностях деревни работала Западная экспедиция по осушению болот. Согласно переписи 1897 года располагались: церковь, народное училище, хлебозапасный магазин, винная лавка, трактир. В 1909 году 1205 десятин земли, в Гомельском уезде Могилёвской губернии. В результате пожара 18 апреля 1911 года сгорело 27 дворов, хлебозапасный магазин, была повреждена церковь.
30 августа 1919 года создан сельскохозяйственный кооператив. В 1926 году работали: почтовое отделение, лечебный пункт, народный дом, сельскохозяйственное товарищество, ветеринарный пункт, лавка, начальная школа. С 8 декабря 1926 года по 4 августа 1927 года центр Дятловичского района. С 8 декабря 1926 года центр Дятловичского сельсовета Дятловичского, с 4 августа 1927 года Гомельского районов Гомельского округа (до 26 июля 1930 года), с 20 февраля 1938 года Гомельской области. В 1929 году организован колхоз. Во время Великой Отечественной войны в сентябре 1943 года немецкие оккупанты сожгли 15 дворов и убили 12 жителей. Освобождена 29 сентября 1943 года частями 65-й армии. В боях за деревню погибли 23 советских солдата (похоронены в братской могиле в центре деревни). 80 жителей погибли на фронте. В 1957 году к деревне присоединён посёлок Красная Долина. В 1976 году в деревню переехали жители ныне не существующего посёлка Белынь. Центр коллективно-долевого хозяйства «Дятловичи». Располагались хлебопекарня, комбинат бытового обслуживания, 9-летняя школа, Дом культуры, библиотека, аптека, больница, отделение связи, столовая, 2 магазина.
В состав Дятловичского сельсовета входили не существующие в настоящее время посёлки Черничный (до 1955 года), Красная Долина (до 1957 года), Белынь (до 1976 года).
До 31 октября 2006 года в составе Дятловичского сельсовета.

## Население

### Численность
- 2004 год — 143 хозяйства, 284 жителя.

### Динамика
- 1885 год — 71 двор, 435 жителей.
- 1897 год — 109 дворов, 676 жителей (согласно переписи).
- 1909 год — 114 дворов, 807 жителей.
- 1926 год — 176 дворов, 982 жителя.
- 1959 год — 557 жителей (согласно переписи).
- 2004 год — 143 хозяйства, 284 жителя.

## Известные уроженцы
- Зинаида Радченко — белорусская фольклористка и этнограф, действительный члена Русского географического общества (с 1887 года).